# Ngemba (peuple)
Pour les articles homonymes, voir Ngemba.
Les Ngemba ou Ngyemba sont une population bantoue vivant dans la région de l'Ouest (arrondissements de Batcham et Mbouda) et la région du Nord-Ouest (arrondissement de Bamenda) du Cameroun. Quelques communautés vivent également de l'autre côté de la frontière, au Nigeria. Ils font partie du groupe des Bamilékés.

## Ethnonymie
Selon les sources et le contexte, on observe plusieurs formes : Megimba, Mogimba, Ngomba, Ngyemba.

## Voir aussi

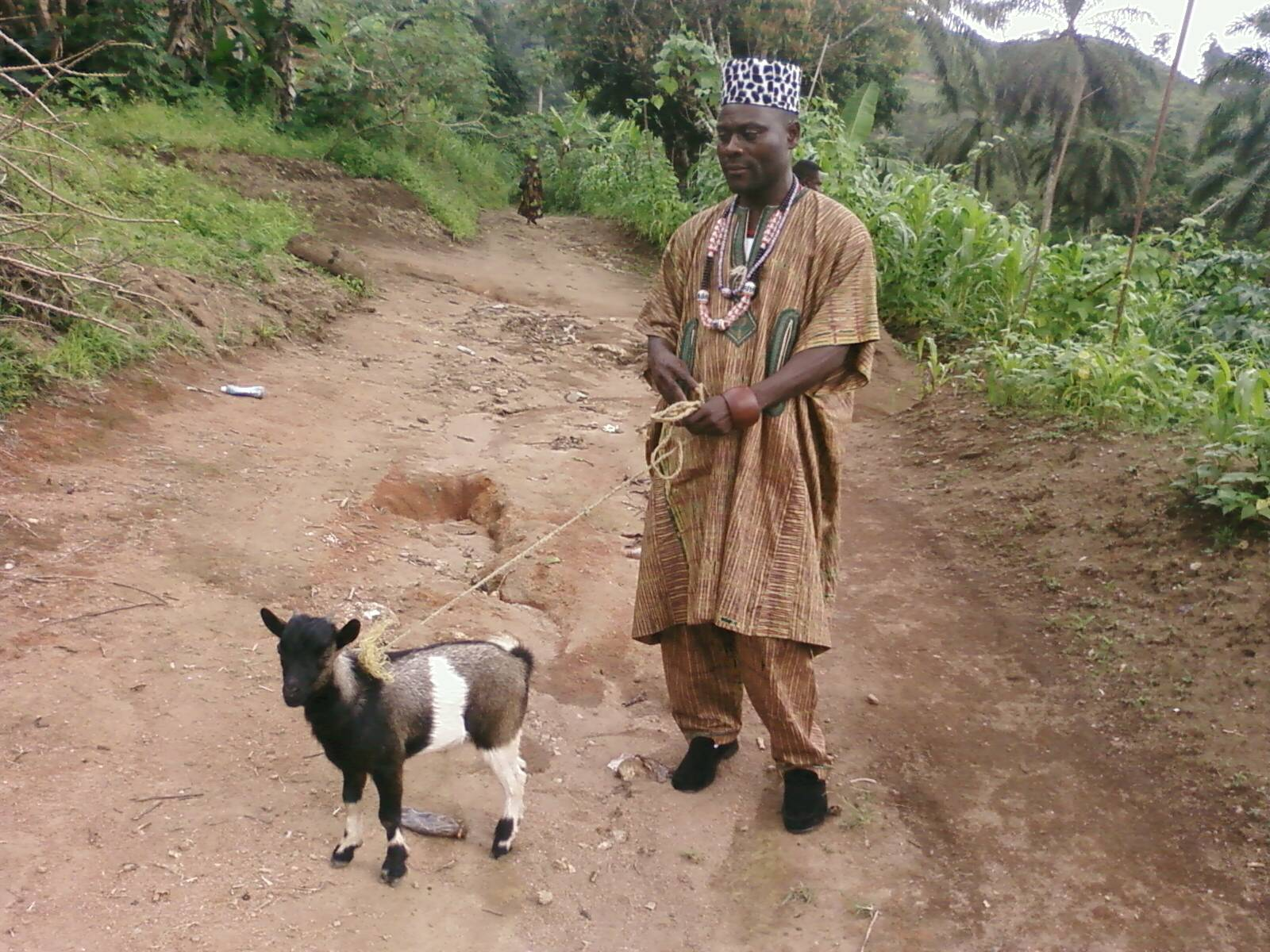
Ngemba sur une route forestière

## Langue
Ils parlent le ngemba.

## Culture

Festivités chez les ngemba
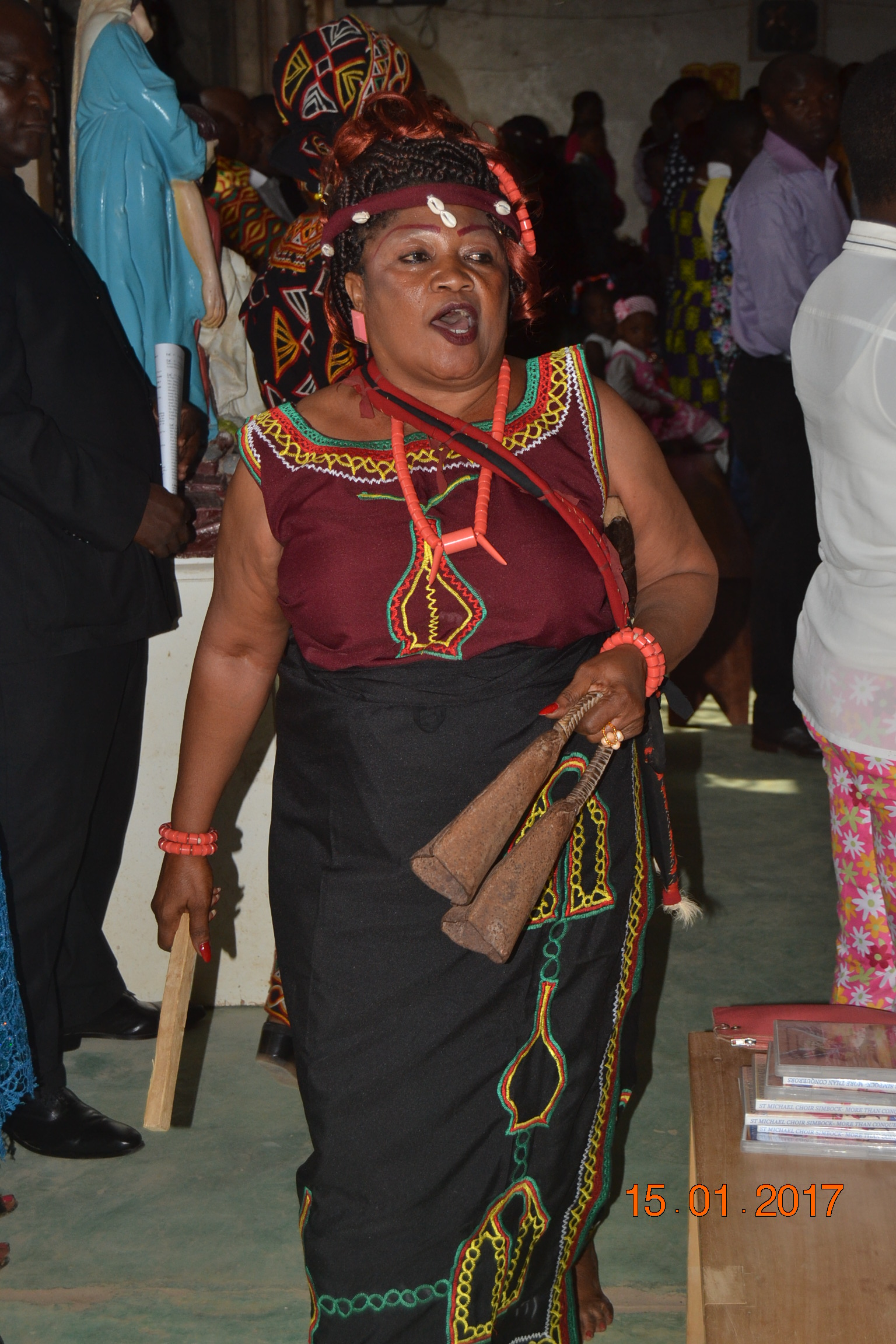
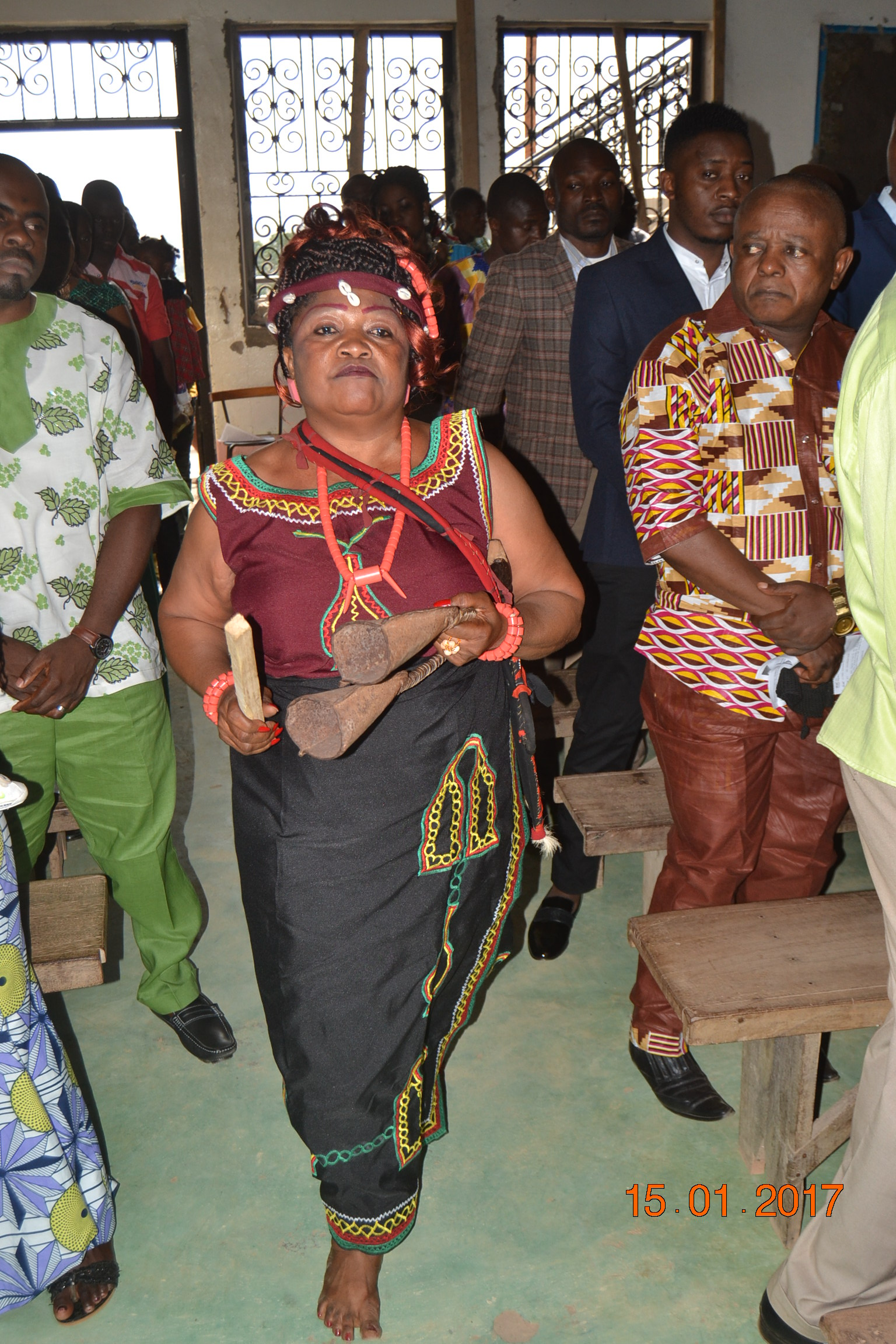
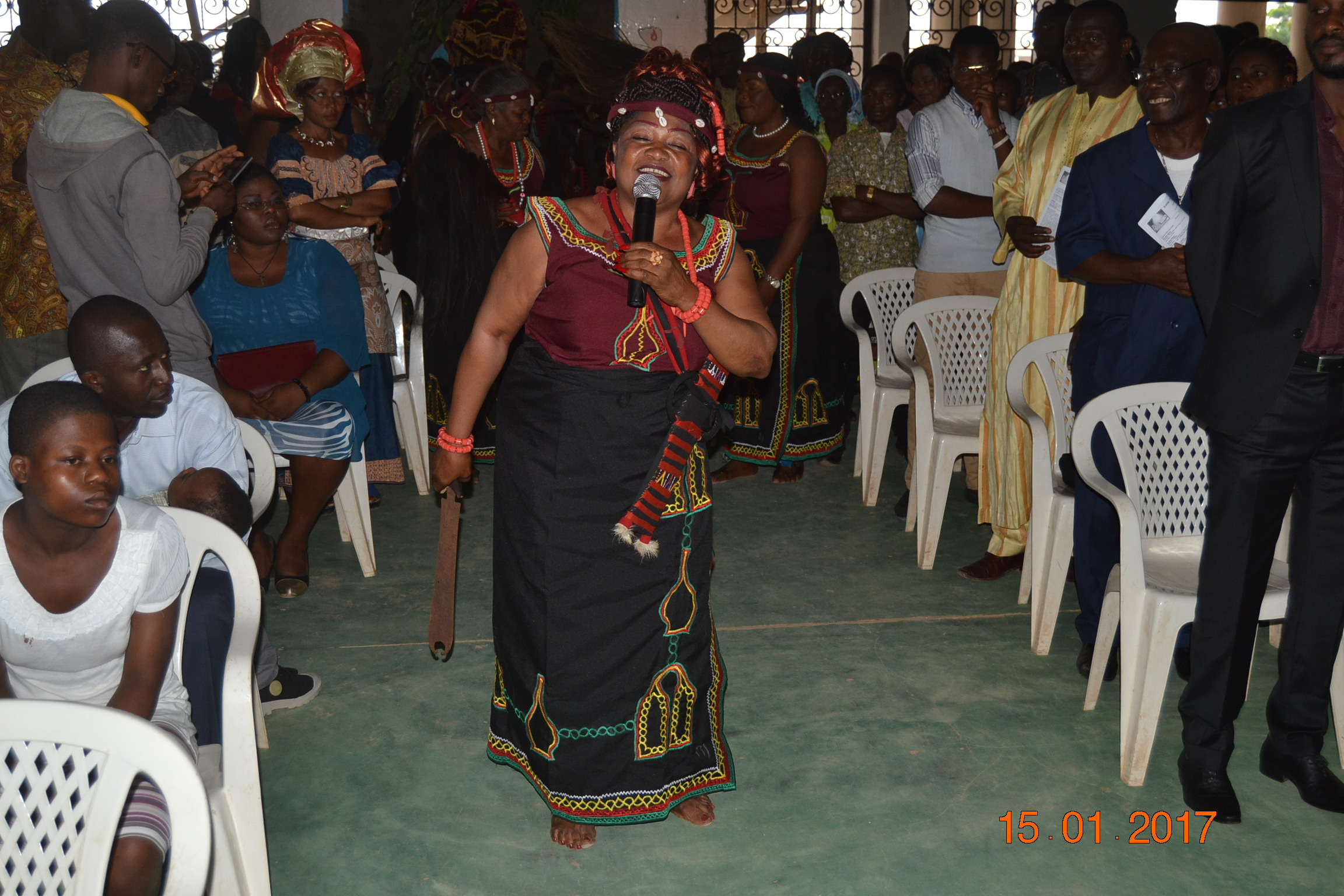
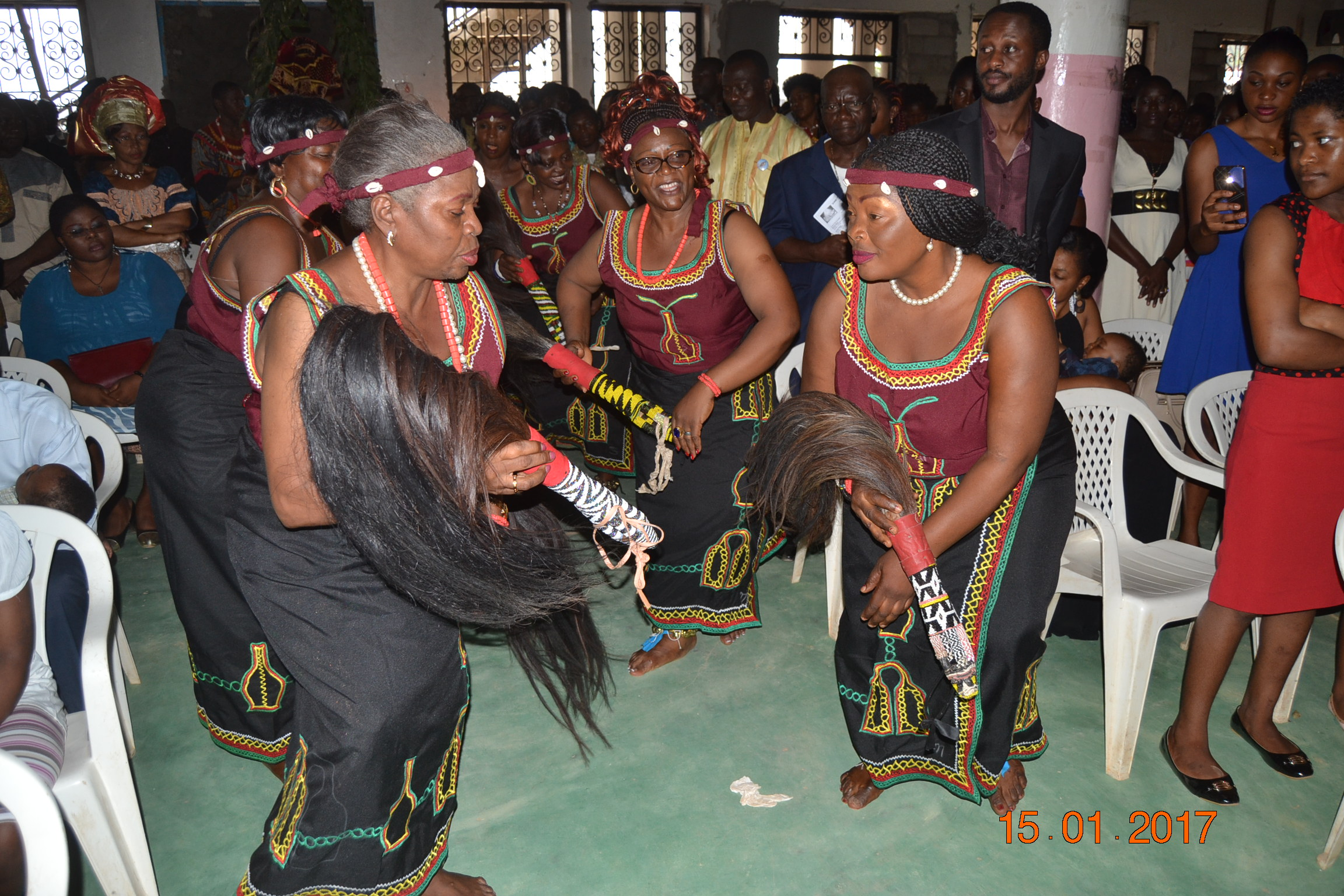
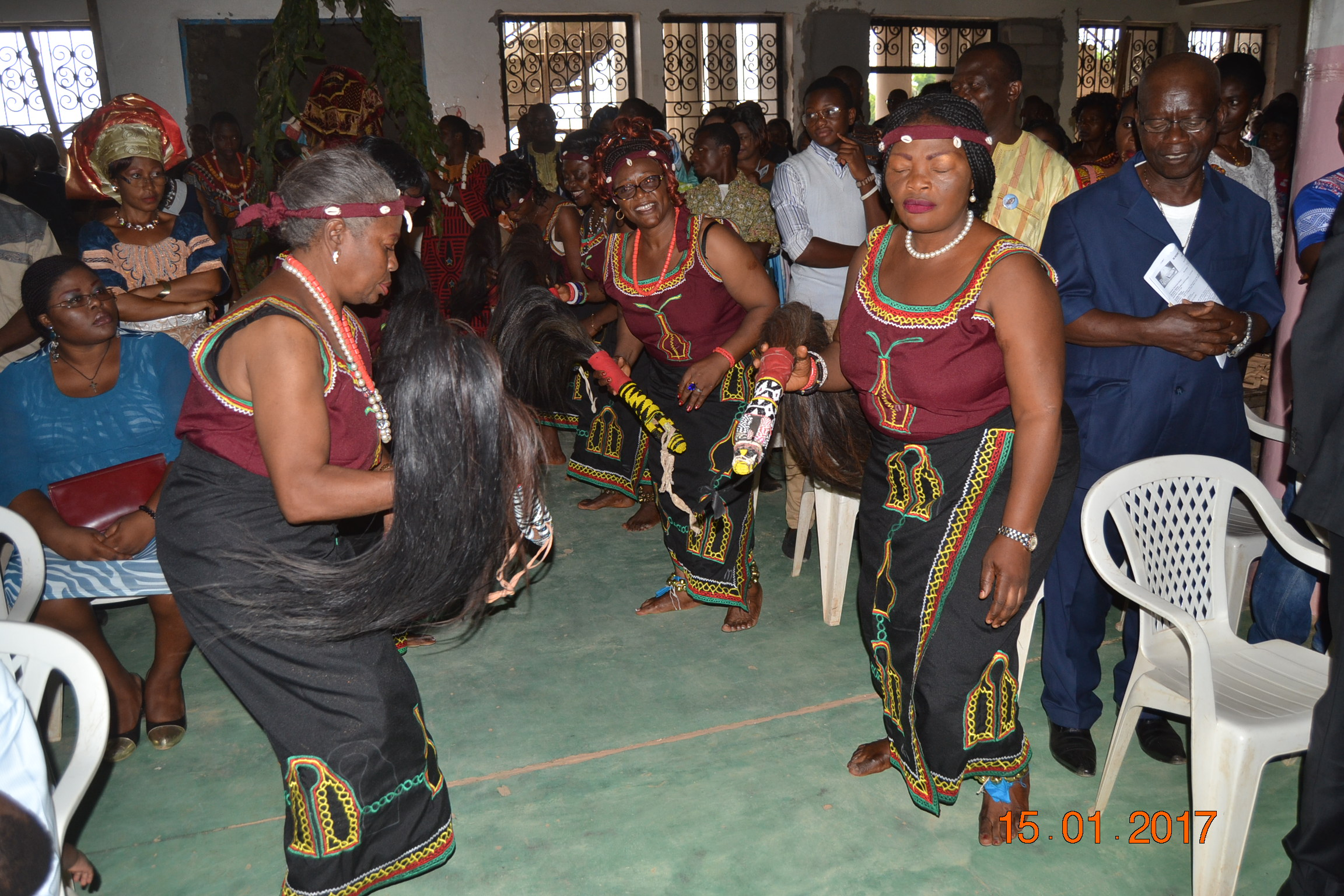
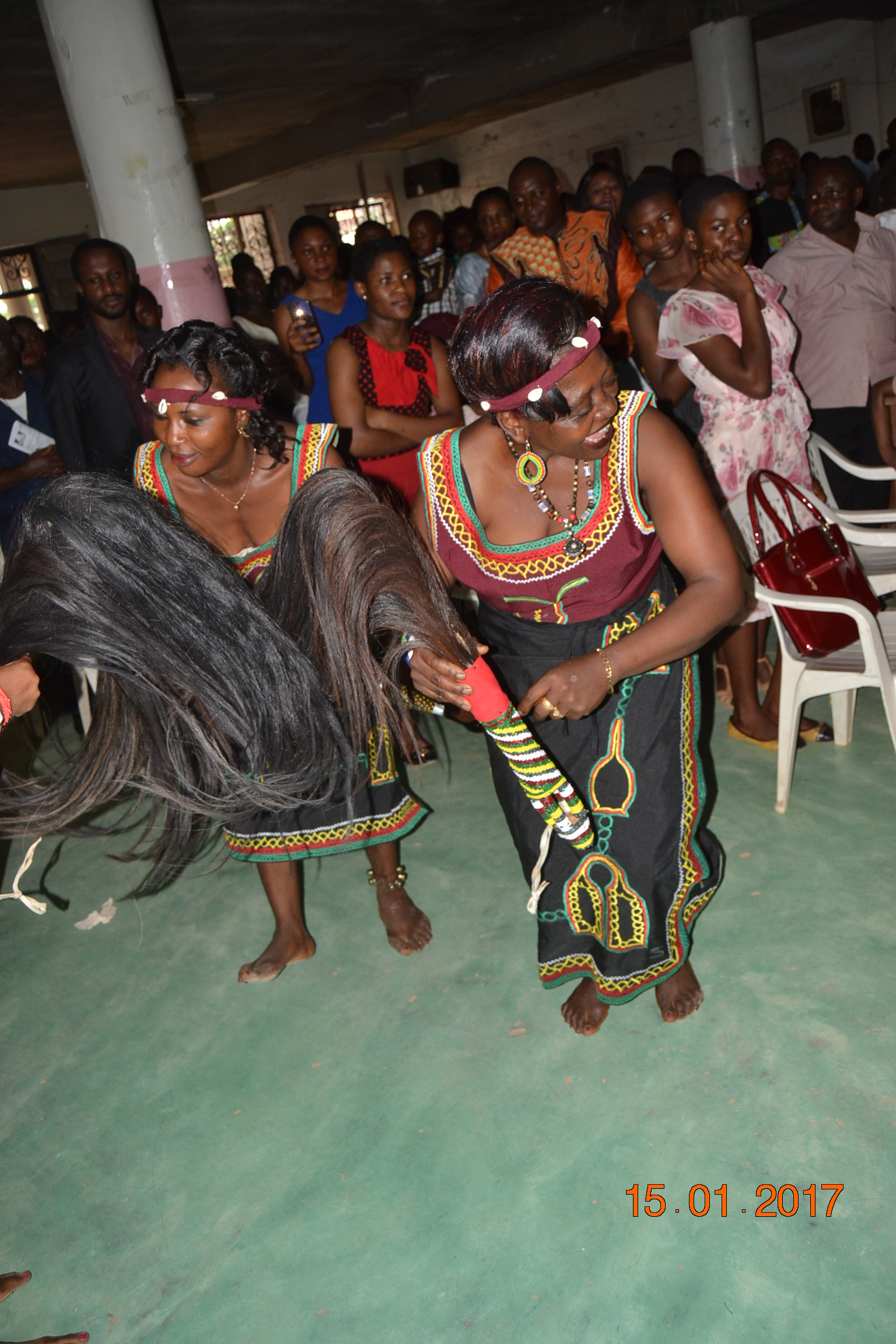
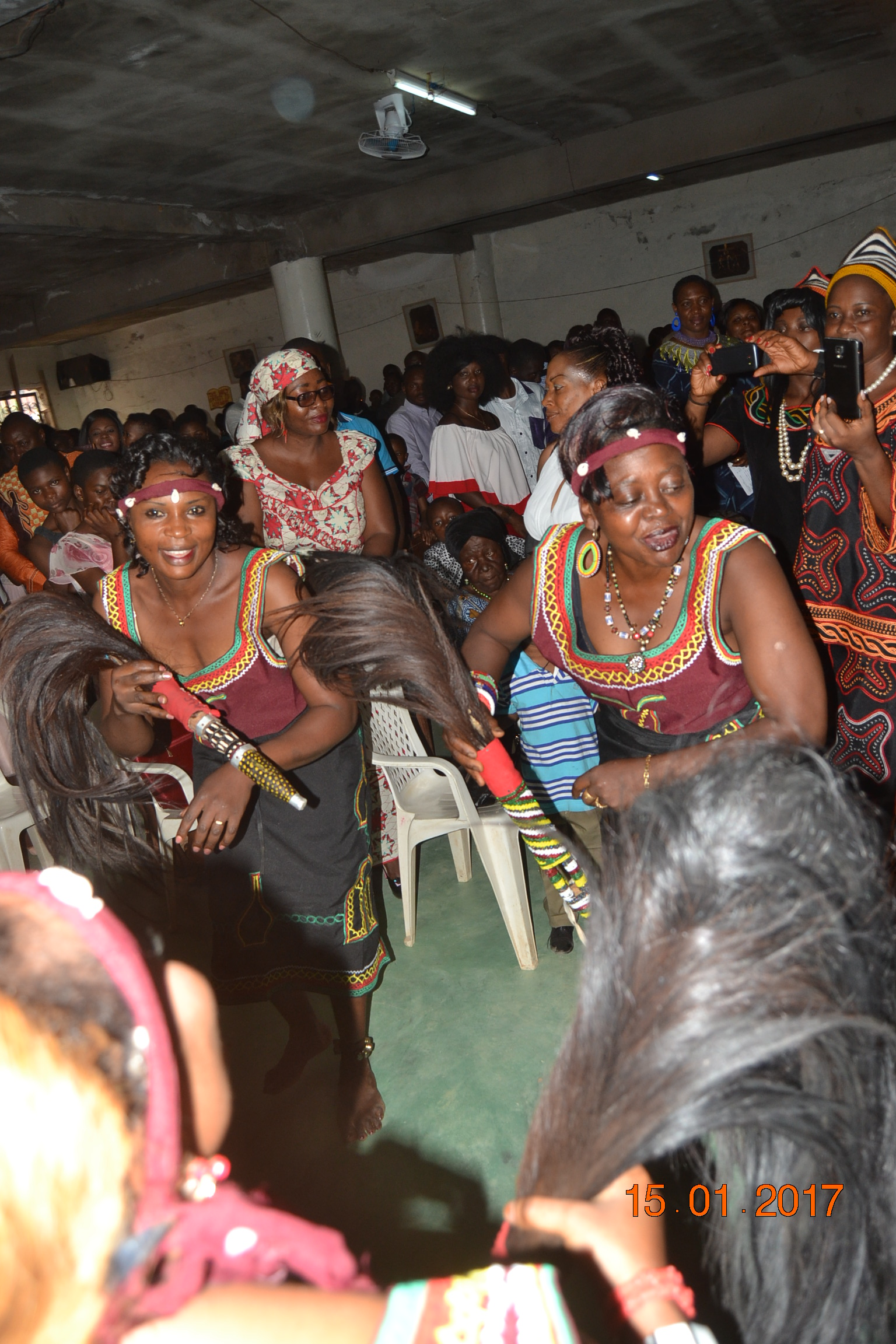
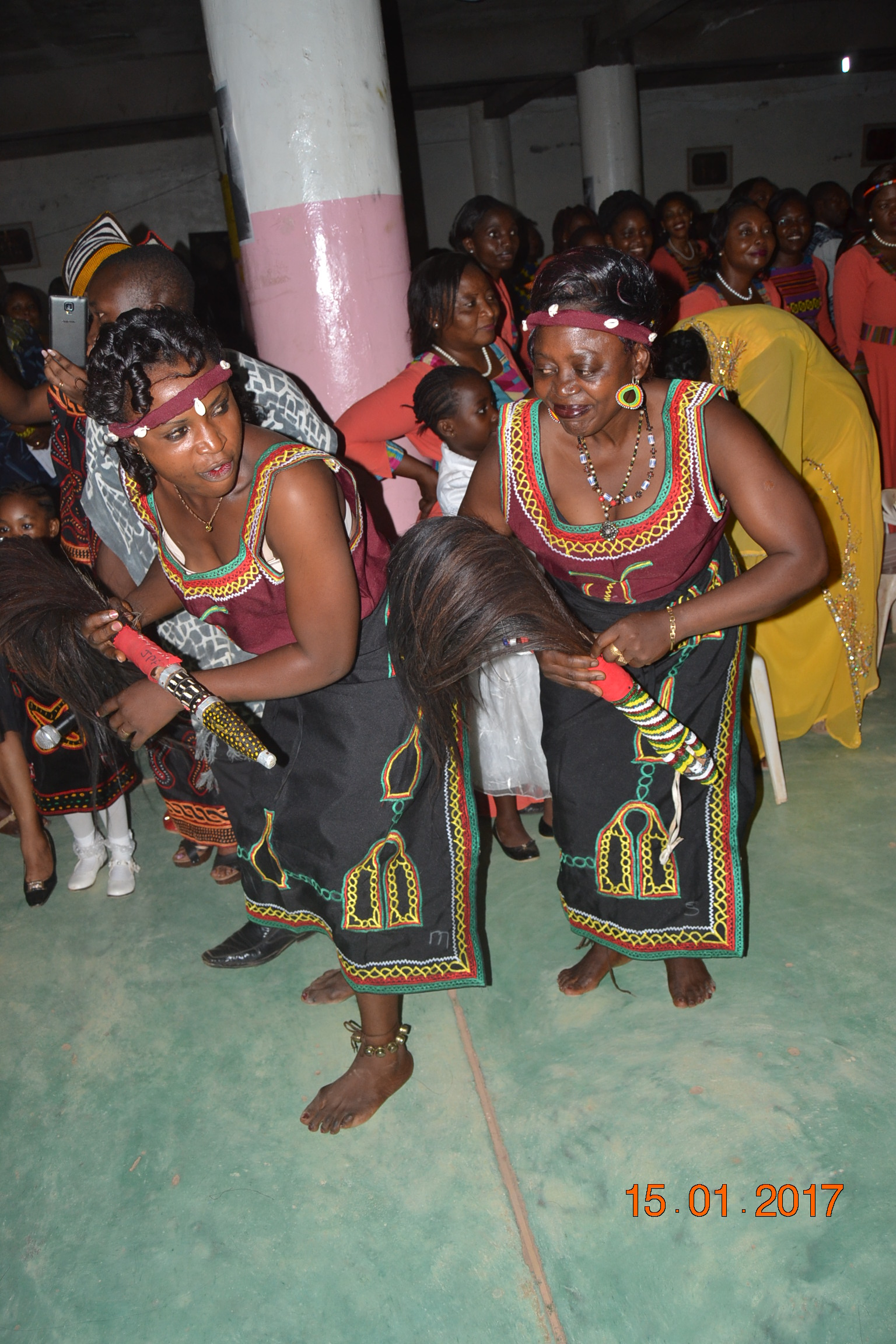
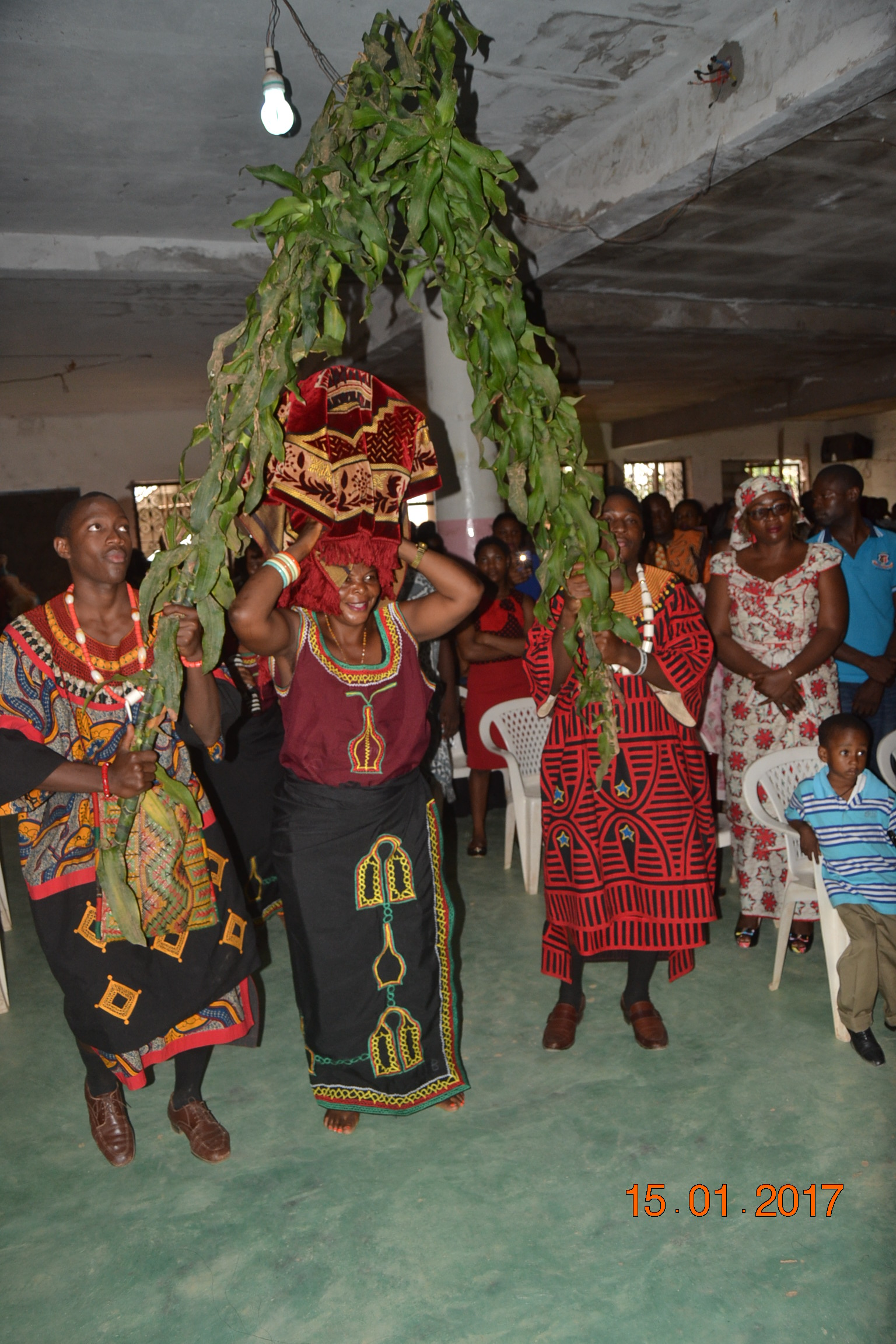
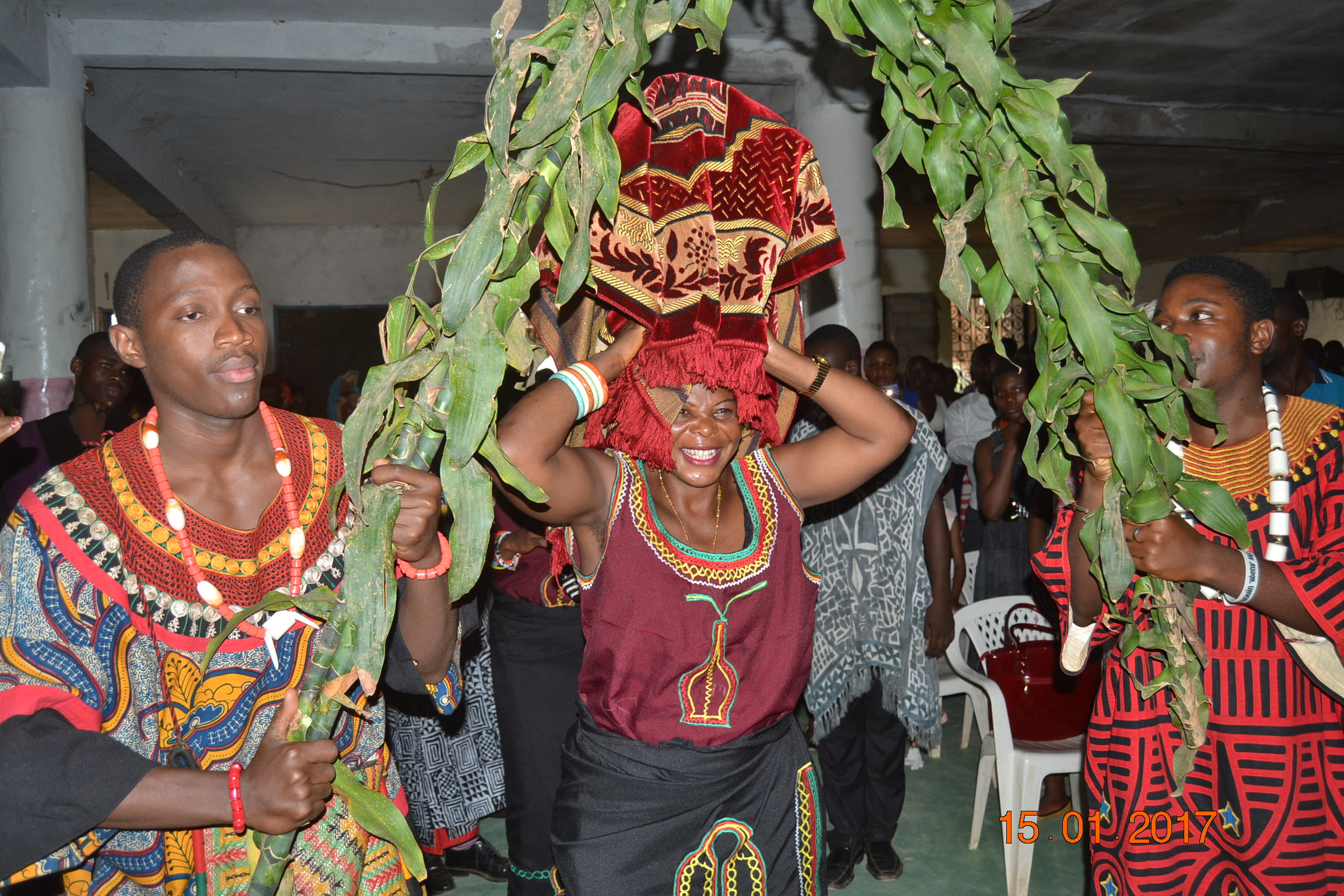
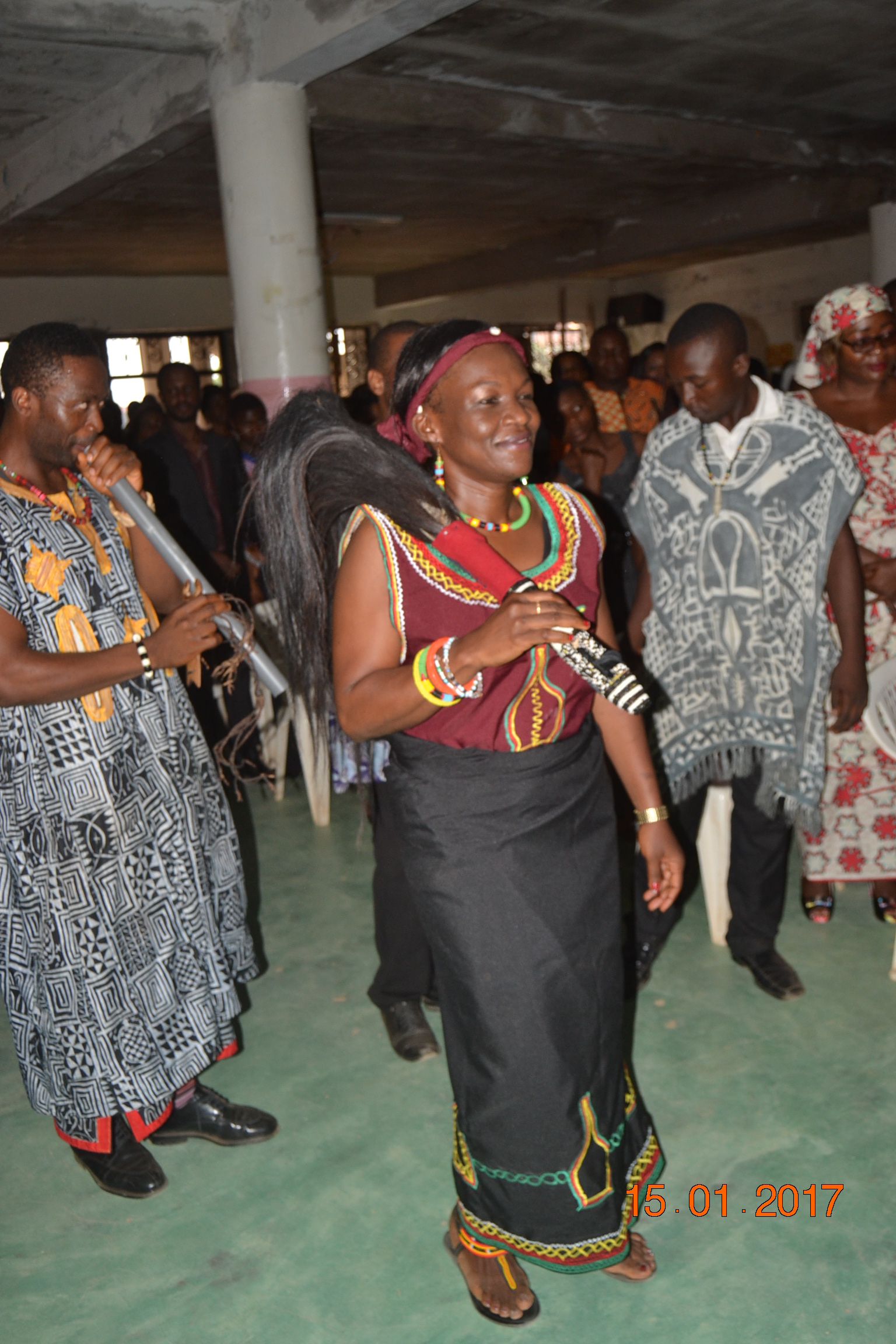
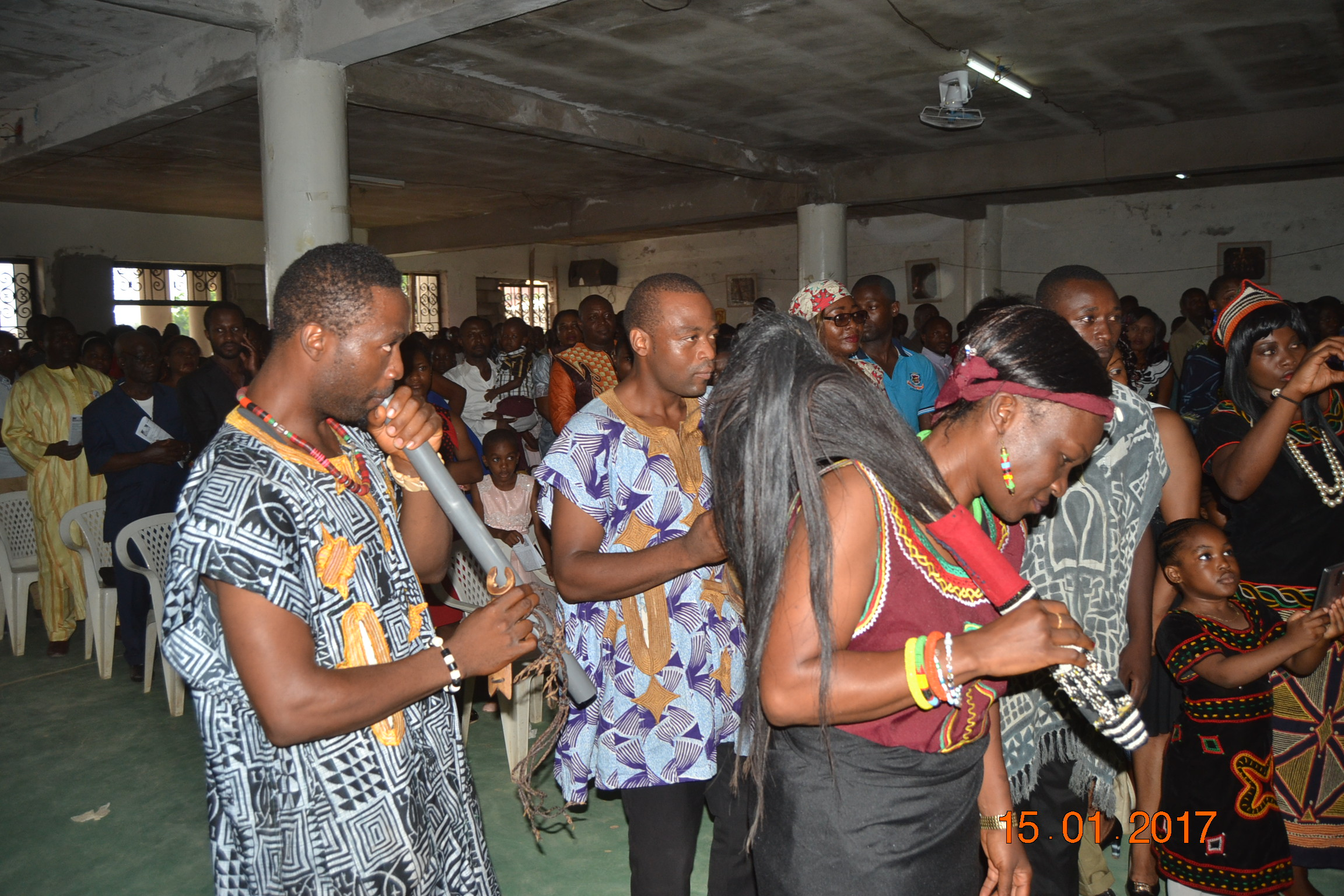
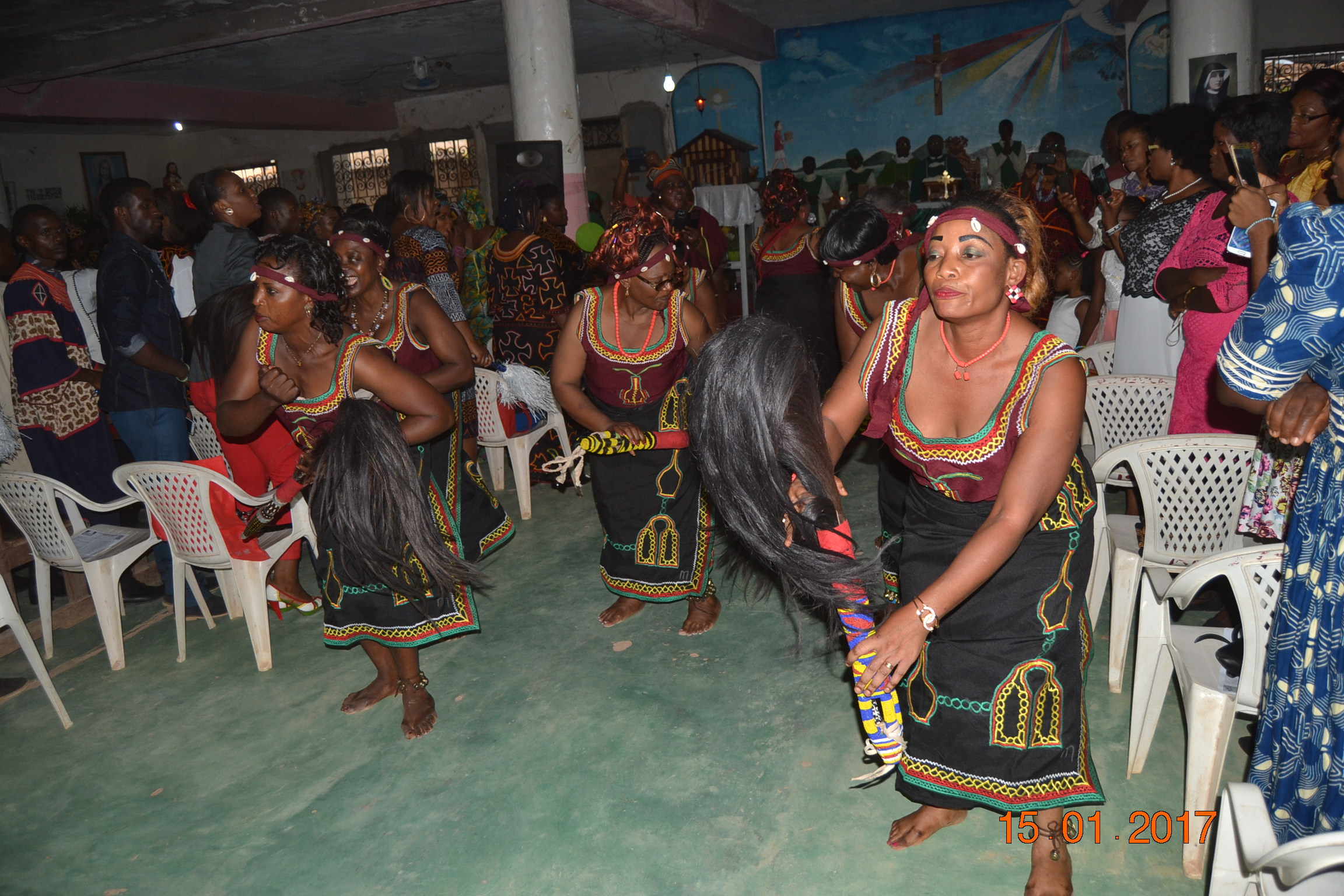
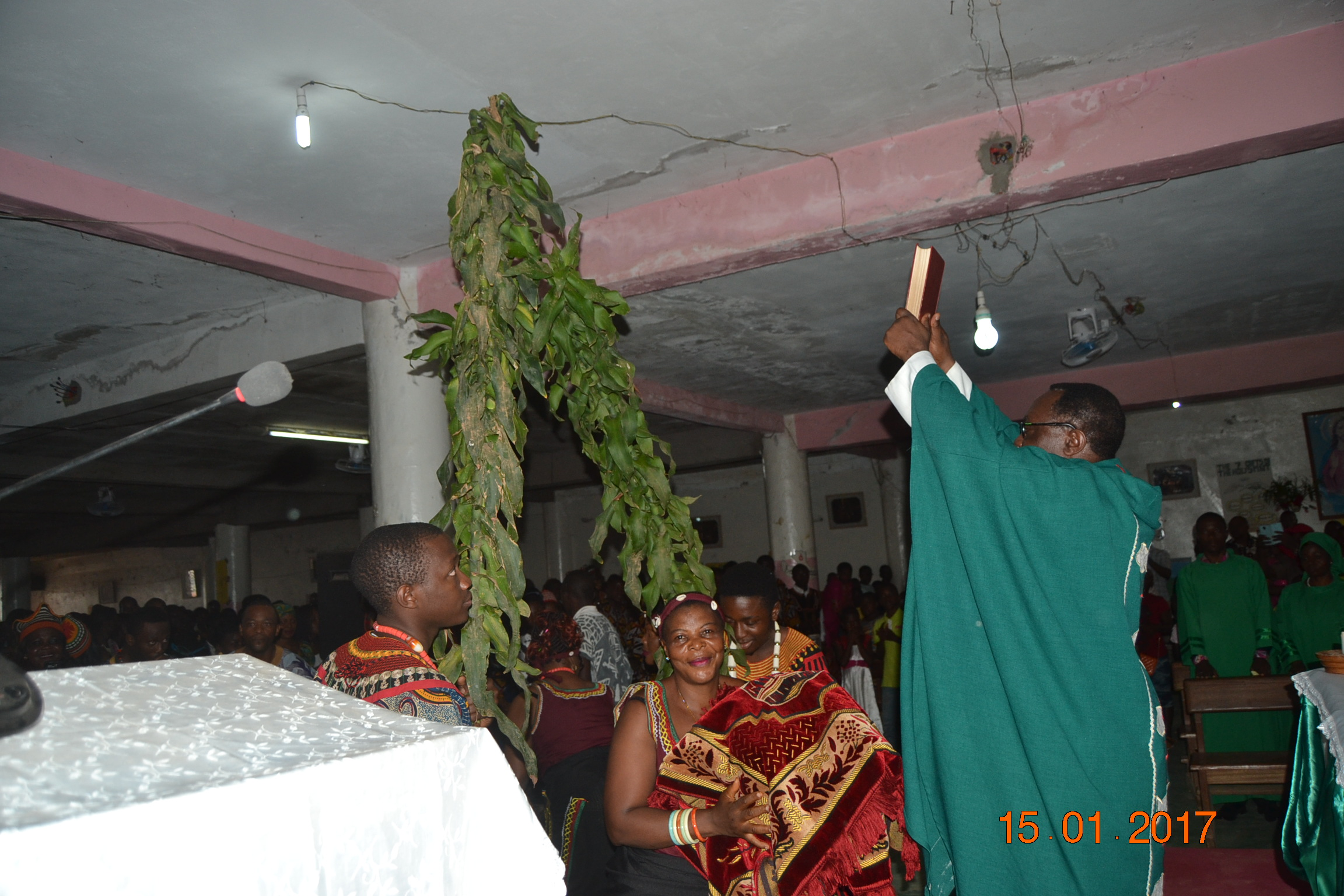
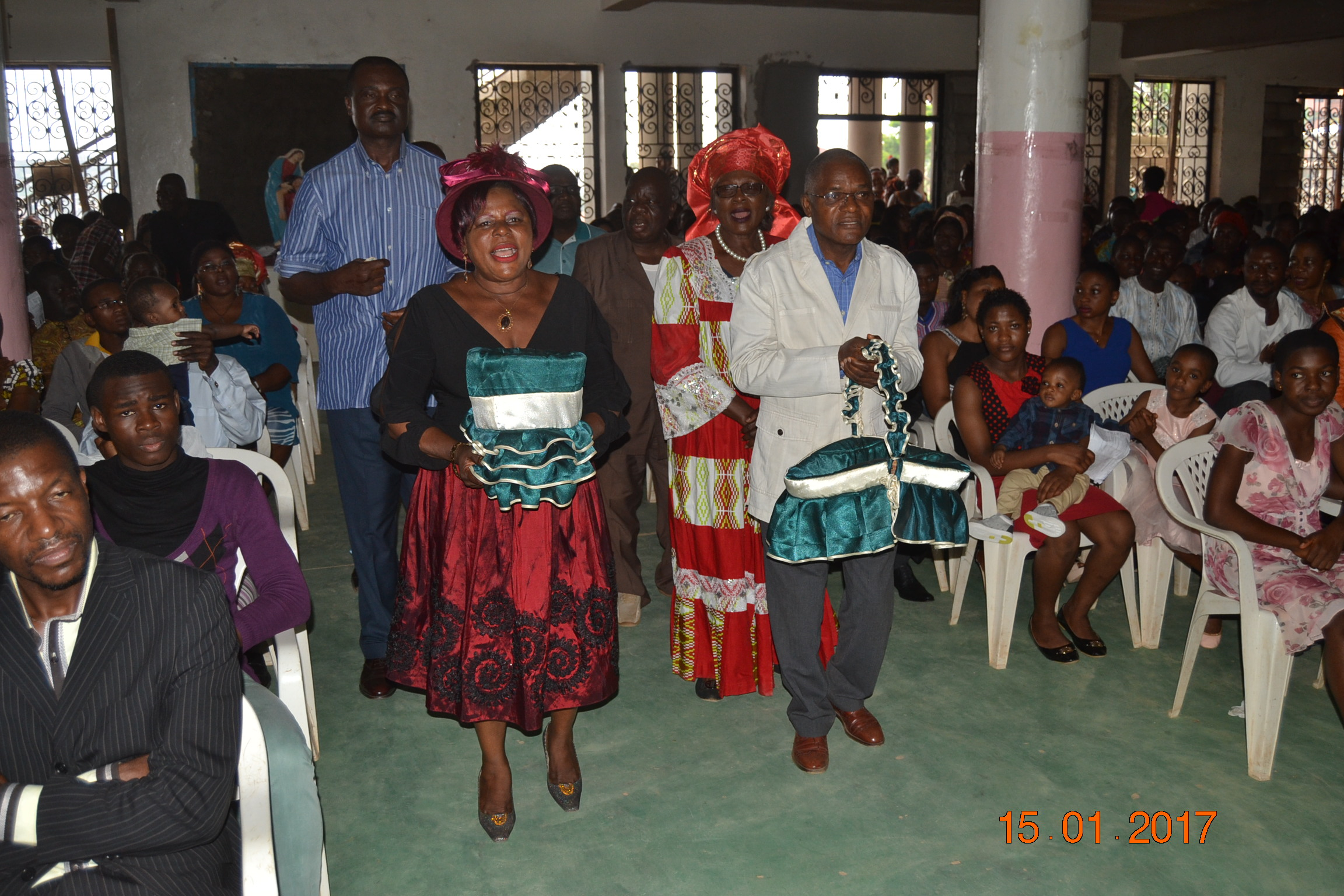
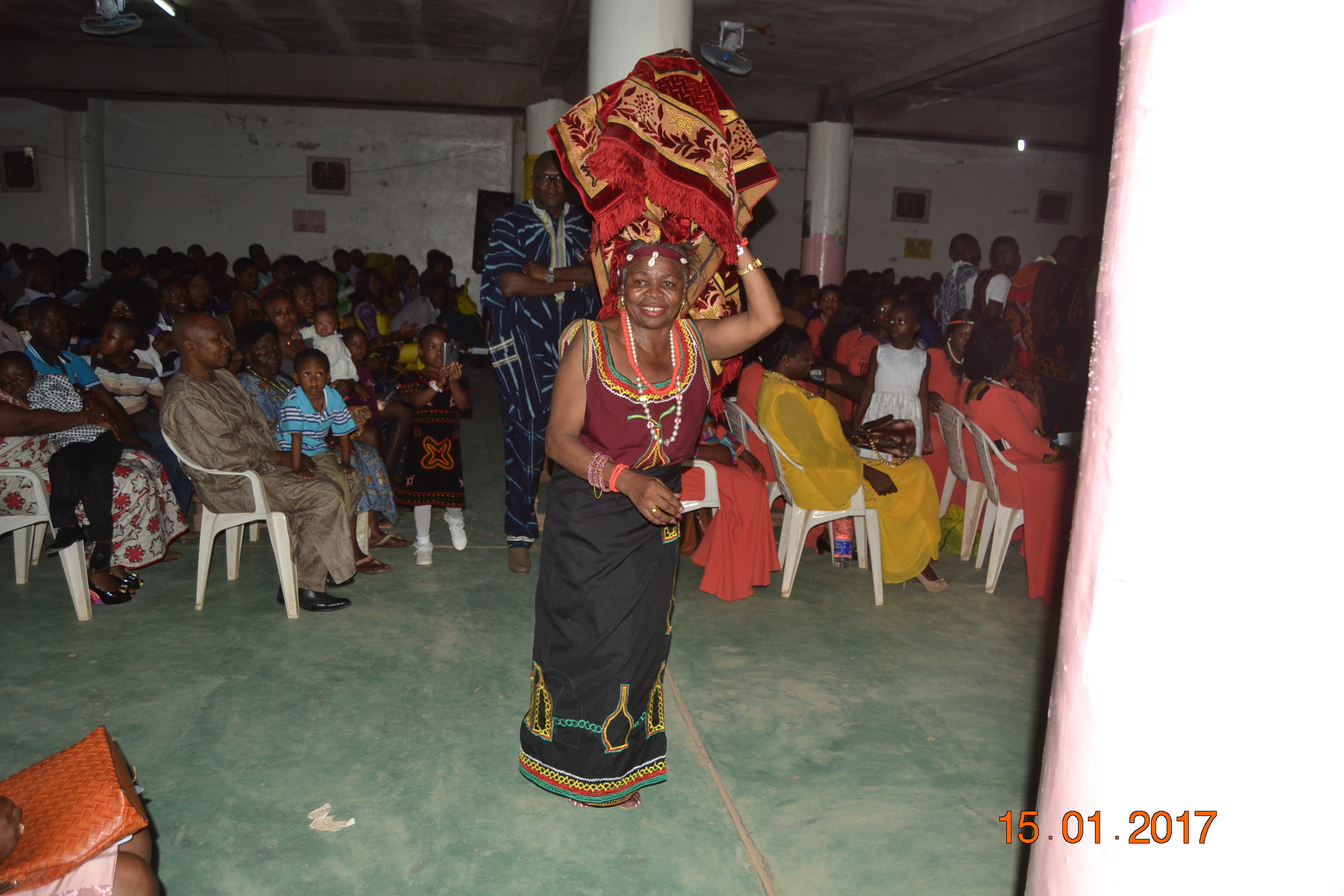
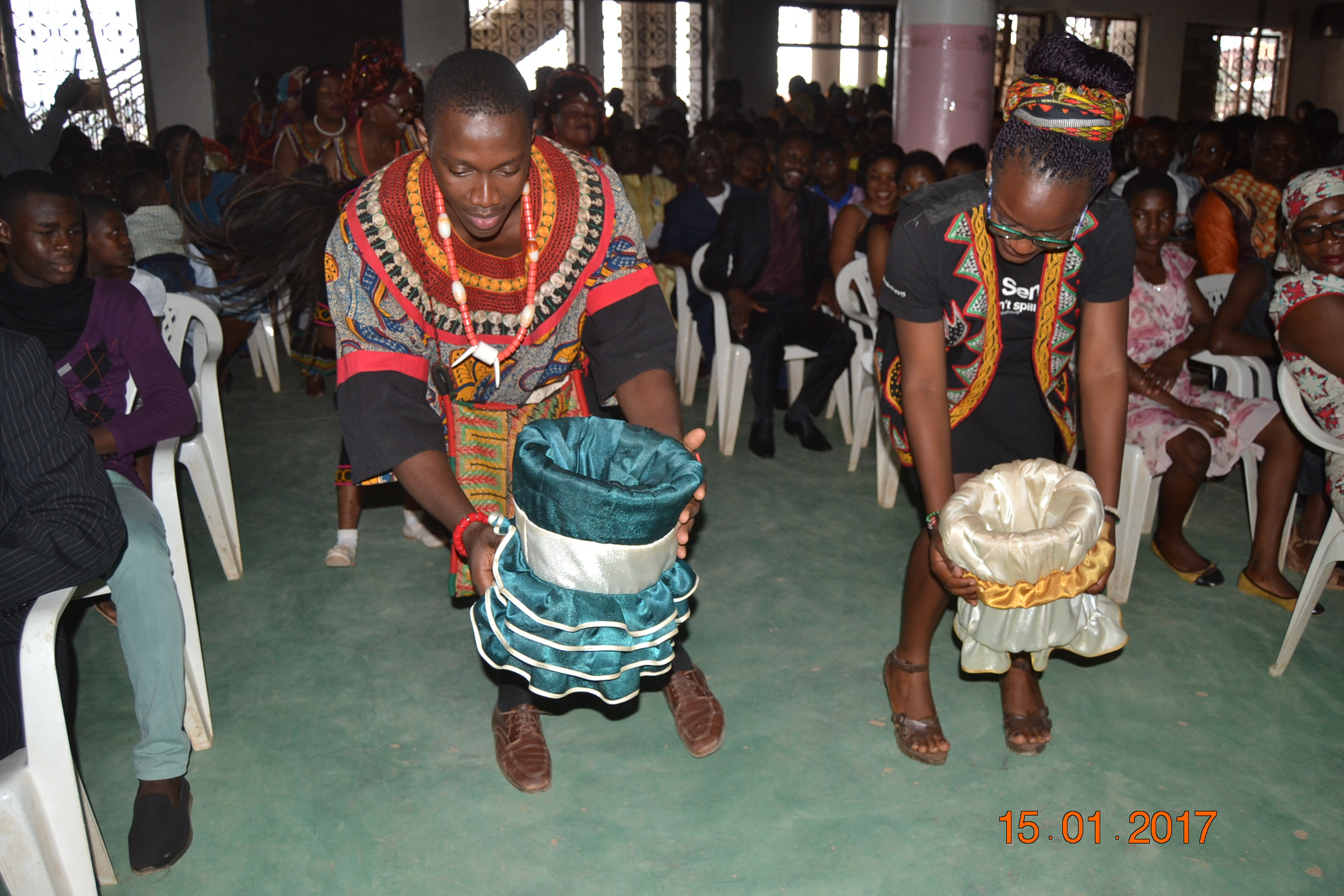
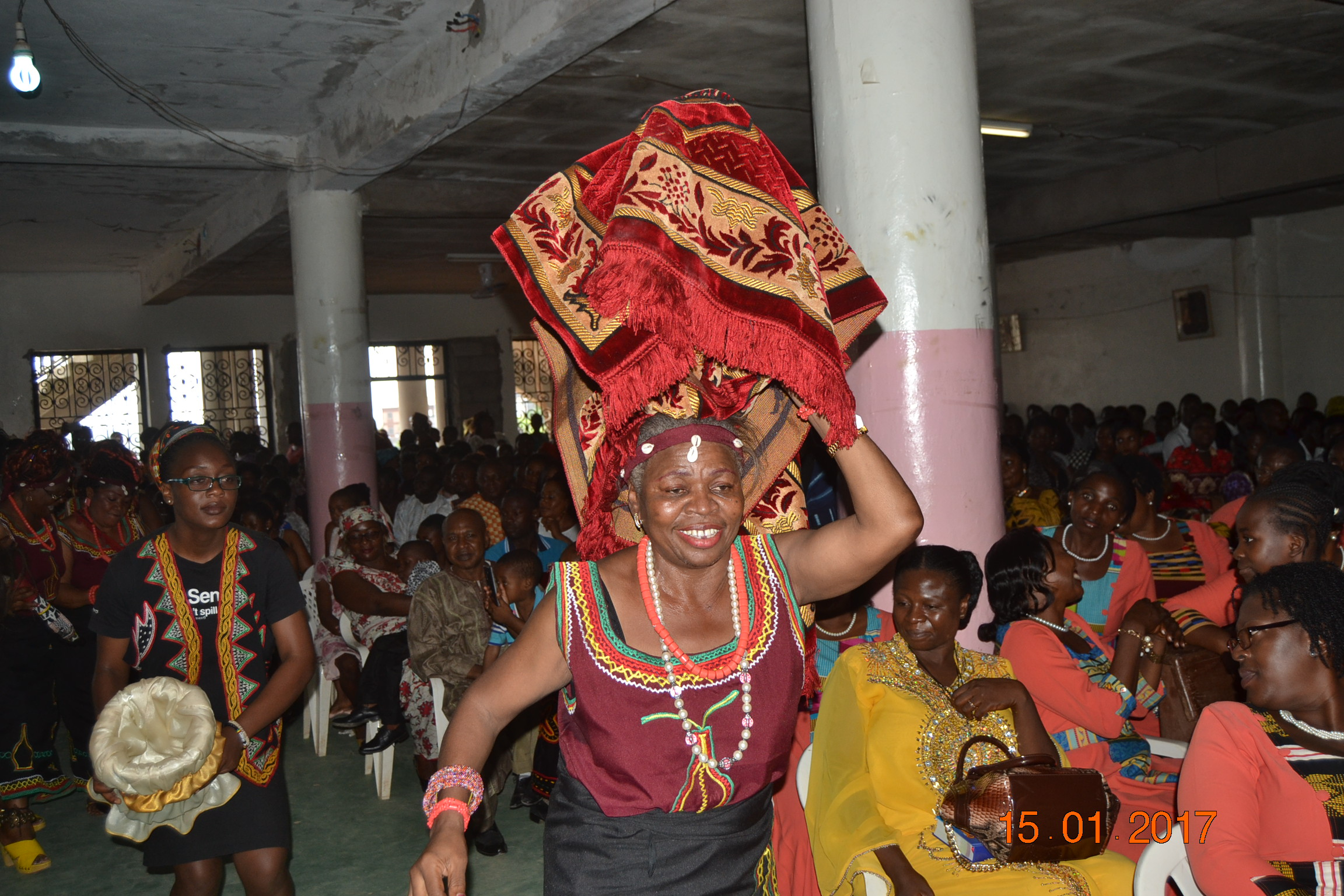